# Räden mot Saratoga
Räden mot Saratoga var en attack genomförd av franska och indianska styrkor mot bosättningen Saratoga, New York den 28 november 1745 under Kung Georgs krig. Den allierade styrkan på 600 man ledda av Paul Marin de la Malgue brände ner bosättningen och dödade cirka 30 och tog 60 till 100 fångar.